# Otto Czarski
Otto Czarski (* 12. April 1920; † 11. August 2000 in Berlin) war ein deutscher Schauspieler und Synchronsprecher.

## Leben
Otto Czarski wirkte seit Mitte der 1950er-Jahre als Nebendarsteller in Spielfilmen mit, so in den Edgar-Wallace-Filmen Die blaue Hand und Der Mann mit dem Glasauge oder der Komödie Die Herren mit der weißen Weste. Umfangreicher war seine Arbeit im Fernsehen. Auch hier war er meist auf prägnante Nebenrollen beschränkt; seine größte Rolle dürfte der Polizeioberkommissar Friedberg in der Berliner Kultserie Direktion City (1976–1982) gewesen sein. Czarskis letzte Arbeit vor der Kamera war der "Opa" in einer Folge der Kinderserie Löwenzahn aus dem Jahr 1984.
Otto Czarski war seit Mitte der 1950er-Jahre auch sehr umfangreich als Synchronsprecher tätig. Bis etwa 1999 war er in fast 600 Synchronrollen zu hören – meist in Serien wie Mit Schirm, Charme und Melone, Auf der Flucht, Bonanza, Hawaii 5-0, Magnum, Dallas, Der Denver-Clan, Hart aber herzlich, Remington Steele, Cagney und Lacey, Frasier oder Emergency Room. Czarski lieh seine markante Stimme auch vielen Charakteren in den populären Hörspielreihen Benjamin Blümchen und Bibi Blocksberg.
Über Czarskis Privatleben ist kaum etwas bekannt. Bis zu seinem Tod lebte er in Berlin-Wilmersdorf. Er hinterließ seine Frau und den gemeinsamen Sohn. Am  11. August 2000 starb Otto Czarski im Alter von 80 Jahren in Berlin.

## Filmografie (Auswahl)
| - 1956: Tischlein, deck dich - 1957: Aufruhr im Schlaraffenland - 1962: Genosse Münchhausen - 1963: Meine Frau Susanne (TV, 2 Folgen) - 1964: Meine Nichte Susanne (TV) - 1965: Es geschah in Berlin (TV-Serie, 2 Folgen) - 1966: Lange Beine – lange Finger - 1966: Förster Horn (TV-Serie, Folge: Die Treibjagd) - 1967: Die blaue Hand - 1969: Der Mann mit dem Glasauge - 1969: Zwei ahnungslose Engel (TV) - 1970: Die Herren mit der weißen Weste - 1972: Peter ist der Boss (TV) - 1974: Die lieben Haustiere (TV) - 1976–1982: Direktion City (TV) - 1976: Jeder stirbt für sich allein - 1976: Verdunkelung (TV) - 1978: Der Pfingstausflug - 1981: Tatort: Katz und Mäuse (TV) - 1982: Die Präsidentin (TV) - 1983: Die Beine des Elefanten (TV) - 1983: Tatort: Fluppys Masche (TV) - 1983: Wie im Leben (TV) - 1984: Löwenzahn (TV) | Bert Remsen - 1979: als Pinky Tibbs in Drei Engel für Charlie - 1985: als Jack Crager in Der Denver-Clan - 1994: als Richter in Die Abenteuer des Brisco County jr. |

## Hörspiele
- Sándor Ferenczy: Die Gentlemen bitten zur Kasse
- Benjamin Blümchen: und die Schule (6) (Hausmeister)
- Benjamin Blümchen: auf dem Baum (8) (Stadtrat)
- Benjamin Blümchen: hat Geburtstag (9) (Polizeibeamter)
- Benjamin Blümchen: als Briefträger (12) (Dr. Pichel)
- Benjamin Blümchen: im Krankenhaus (13) (Sanitäter)
- Benjamin Blümchen: im Urlaub (15) (Eisverkäufer)
- Benjamin Blümchen: als Schornsteinfeger (18) (Hausbesitzer)
- Benjamin Blümchen: als Kinderarzt (22) (Dr. Wilhelm Wunderlich (Kinderarzt))
- Benjamin Blümchen: als Koch (23) (Verkäufer)
- Benjamin Blümchen: als Detektiv (24) (Hutmacher)
- Benjamin Blümchen: als Feuerwehrmann (31) (Oberbrandrat Ludwig Lichterloh)
- Benjamin Blümchen: und der Weihnachtsabend (51) (Oberbrandrat Ludwig Lichterloh)
- Benjamin Blümchen: wird reich (53) (Feuerwehrkommandant)
- Benjamin Blümchen: ist krank (54) (Feuerwehrkommandant)

- Bibi Blocksberg: Hexen gibt es doch (1) (Nachbar)
- Bibi Blocksberg: Der Bankräuber (4) (Nachtwächter)
- Bibi Blocksberg: Der Schulausflug (11) (Heimleiter Hermann Buchholz)
- Bibi Blocksberg: zieht um (21) (Herr Brömel)
- Bibi Blocksberg: reißt aus (25) (Landrat)
- Bibi Blocksberg: Der neue Hexenbesen (29) (Oberbrandrat Ludwig Lichterloh)
- Bibi Blocksberg: Der Reiterhof – Teil 2 (44) (Müller)
- Bibi Blocksberg: und die Piraten (68) (Freddy)

- Bibi und Tina: Eine  Freundin für Felix (30) (Dorfbewohner Jakob)

- Die kleinen Detektive: Das Gespensterhaus (1) (Ganove Fiesel)
- Die kleinen Detektive: Die Trickbetrügerin (7) (Schaffner Kurt Böhme)
- Die kleinen Detektive: Die Geldfälscher (8) (Konrad Eichhorn)

- Professor van Dusen: Der Mann, der seinen Kopf verlor (4) (Börsenmakler)
- Professor van Dusen: Stirb schön mit Shakespeare (5) (Theaterportier)